# Cung Hội nghị Paris

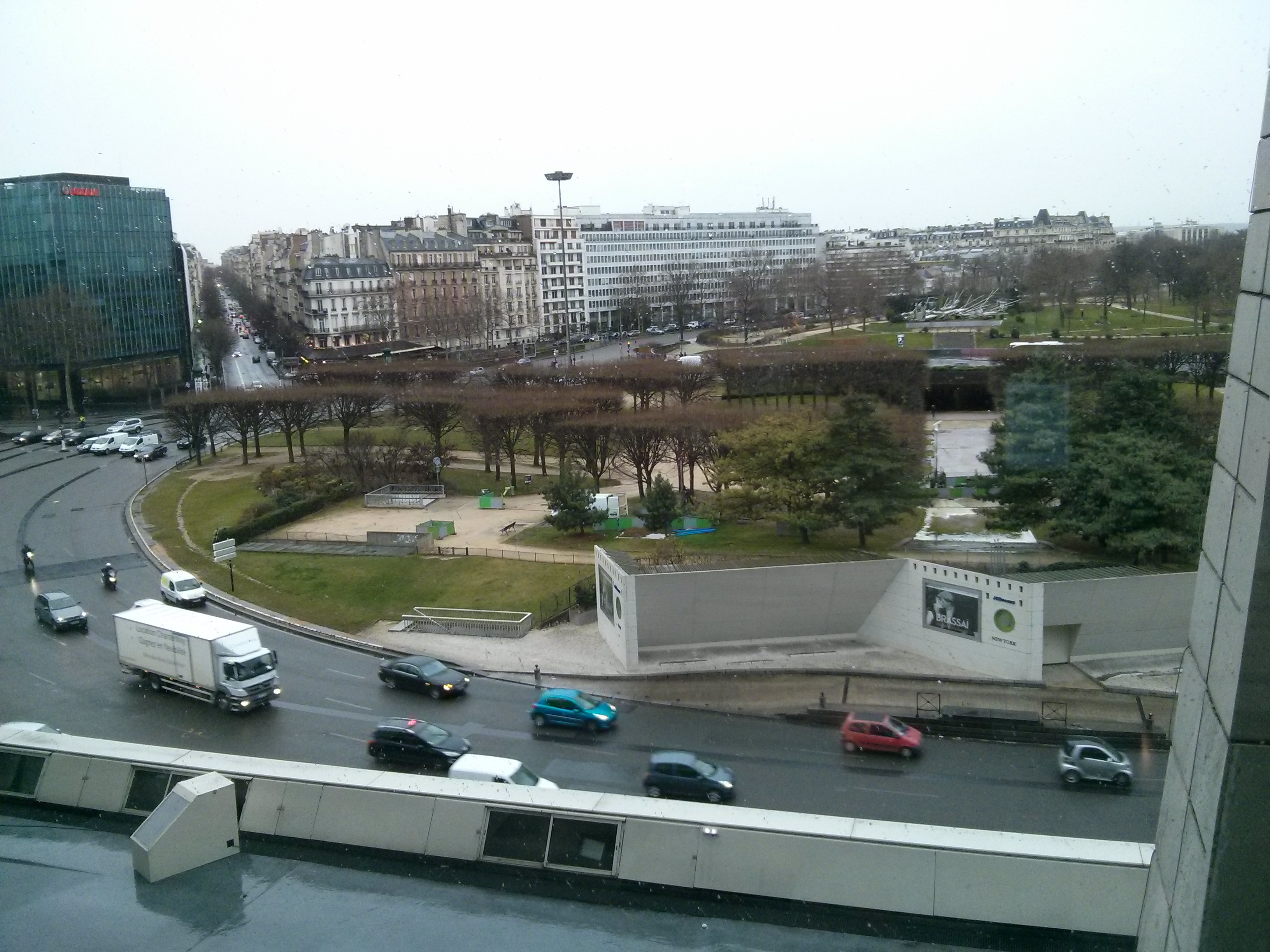
Toàn cảnh Cung hội nghị Paris.

Cung Hội nghị Paris (tiếng Pháp: Palais des Congrès de Paris) là một công trình công cộng tại Quảng trường Porte Maillot, Paris, Pháp. Đây là một khu liên hợp dành cho các cuội hội nghị cũng như biểu diễn nghệ thuật, từng là nơi trình diễn rất nhiều vở ca kịch Pháp, nổi tiếng nhất là vở kịch Nhà thờ Đức Bà Paris (Notre-Dame de Paris). Công trình do kiến trúc sư Guillaume Gillet xây dựng từ năm 1970 và hoàn thành năm 1974. Đây cũng từng là nơi trao giải César vào ngày 3 tháng 4 năm 1976.
Cùng với Cung Thể thao Paris, Cung Hội nghị Paris là một trong hai nơi trình diễn các vở ca kịch Pháp nổi tiếng thế giới.
Tại Pháp còn có một công trình nổi tiếng khác mang tên Cung Lễ hội và Đại hội (Palais des Festivals et des Congrès) được xây dựng mới vào năm 1979 tại thành phố Cannes. Đây chính là nơi tổ chức trao giải Liên hoan phim Cannes hàng năm.
| Métro Paris | Bến tàu điện ngầm: Porte Maillot |

## Các vở kịch
- Notre-Dame de Paris
- Starmania
- Roméo et Juliette, de la haine à l'amour